# USS Sablefish (SS-303)
USS Sablefish (SS/AGSS-303) là một  tàu ngầm lớp Balao từng phục vụ cùng Hải quân Hoa Kỳ sau Chiến tranh Thế giới thứ hai. Nó là chiếc tàu chiến duy nhất của Hải quân Hoa Kỳ được đặt cái tên này, theo tên loài cá than. Hoàn tất quá trễ để có thể tham gia phục vụ trong Thế Chiến II, nó tiếp tục phục vụ trong giai đoạn Chiến tranh Lạnh, được nâng cấp trong khuôn khổ Chương trình Ống hơi Hạm đội, rồi được xếp lại lớp như một tàu ngầm phụ trợ AGSS-303 vào năm 1962, và hoạt động cho đến năm 1969. Con tàu cuối cùng bị bán để tháo dỡ vào năm 1971. Sablefish được tặng thưởng một Ngôi sao Chiến trận do thành tích phục vụ trong Chiến tranh Lạnh.

## Thiết kế và chế tạo
Thiết kế của lớp Balao được cải tiến dựa trên  tàu ngầm lớp Gato dẫn trước, là một kiểu tàu ngầm hạm đội có tốc độ trên mặt nước cao, tầm hoạt động xa và vũ khí mạnh để tháp tùng hạm đội chiến trận. Khác biệt chính so với lớp Gato là ở cấu trúc lườn chịu áp lực bên trong dày hơn, và sử dụng thép có độ đàn hồi cao (HTS: High-Tensile Steel), cho phép lặn sâu hơn đến 400 ft (120 m). Con tàu dài 311 ft 9 in (95,02 m) và có trọng lượng choán nước 1.526 tấn Anh (1.550 t) khi nổi và 2.424 tấn Anh (2.463 t) khi lặn. Chúng trang bị động cơ diesel dẫn động máy phát điện để cung cấp điện năng cho bốn động cơ điện, đạt được công suất 5.400 shp (4.000 kW) khi nổi và 2.740 shp (2.040 kW) khi lặn, cho phép đạt tốc độ tối đa 20,25 hải lý trên giờ (37,50 km/h) và 8,75 hải lý trên giờ (16,21 km/h) tương ứng. Tầm xa hoạt động là 11.000 hải lý (20.000 km) khi đi trên mặt nước ở tốc độ 10 hải lý trên giờ (19 km/h) và có thể hoạt động kéo dài đến 75 ngày.
Tương tự như lớp Gato dẫn trước, lớp Balao được trang bị mười ống phóng ngư lôi 21 in (530 mm), gồm sáu ống trước mũi và bốn ống phía phía đuôi tàu, chúng mang theo tối đa 24 quả ngư lôi. Vũ khí trên boong tàu gồm một hải pháo 4 inch/50 caliber, một khẩu pháo phòng không Bofors 40 mm nòng đơn và một khẩu đội Oerlikon 20 mm nòng đôi, kèm theo hai súng máy .50 caliber. Trên tháp chỉ huy, ngoài hai kính tiềm vọng, nó còn trang bị ăn-ten radar SD phòng không và SJ dò tìm mặt biển. Tiện nghi cho thủy thủ đoàn bao gồm điều hòa không khí, thực phẩm trữ lạnh, máy lọc nước, máy giặt và giường ngủ cho hầu hết mọi người, giúp họ chịu đựng cái nóng nhiệt đới tại Thái Bình Dương cùng những chuyến tuần tra kéo dài đến hai tháng rưỡi.
Sablefish được đặt lườn tại xưởng tàu của hãng Cramp Shipbuilding Co. ở Philadelphia, Pennsylvania vào ngày 5 tháng 6, 1943. Nó được hạ thủy vào ngày 4 tháng 6, 1944, được đỡ đầu bởi bà Carol S. Burrough, và được cho nhập biên chế cùng Hải quân Hoa Kỳ tại Xưởng hải quân Philadelphia vào ngày 18 tháng 12, 1945 dưới quyền chỉ huy của Hạm trưởng, Thiếu tá Hải quân Richard Henry Crane.

## Lịch sử hoạt động
Sau khi hoàn tất chuyến đi thử máy huấn luyện từ Căn cứ Tàu ngầm Hải quân New London ở New London, Connecticut đến Balboa, Panama, Sablefish tiếp tục hoạt động huấn luyện tại khu vực kênh đào Panama cho đến giữa tháng 5, 1946, khi nó quay trở về cảng nhà tại căn cứ New London. Nó hỗ trợ các đợt thực tập chống tàu ngầm dọc theo vùng bờ Đông, tham gia các lượt tập trận hạm đội ngoài khơi Bermuda, và thực hiện chuyến đi kéo dài ba tháng đến Greenland.
Trong những năm tiếp theo, Sablefish còn tham gia thử nghiệm phao thoát hiểm cho tàu ngầm vào tháng 1, 1948 và vào tháng 9, 1948; và tham gia lễ hội kỷ niệm 50 năm sự kiện thiết giáp hạm Maine bị đánh chìm tại Havana, Cuba vào ngày 14 tháng 2, 1948. Vào đầu năm 1951, nó trải qua đợt hiện đại hóa theo khuôn khổ Chương trình Ống hơi Hạm đội. Đây là một phương án nâng cấp ít tốn kém hơn các đề án GUPPY áp dụng cho nhiều tàu ngầm hạm đội thời Thế Chiến II. Sau khi hoàn tất nó tiếp nối hoạt động thường lệ dọc theo vùng bờ Đông, trong phạm vi từ Nova Scotia, Canada cho đến vùng biển Caribe.
Vào ngày 15 tháng 7, 1952, Sablefish khởi hành từ New London cho một lượt biệt phái phục vụ tại khu vực Địa Trung Hải cùng Đệ Lục hạm đội. Nó tham gia các cuộc tập trận cùng tàu chiến thuộc hải quân các nước trong Khối NATO trước khi quay trở về New London vào tháng 10, 1952. Trong suốt thời gian phục vụ còn lại nó còn được phái sang phục vụ thêm sáu lượt khác tại Địa Trung Hải.
Vào tháng 6, 1959, Sablefish gia nhập Lực lượng Đặc nhiệm 47 để tham gia Chiến dịch Inland Seas. Nó đi dọc theo sông Saint Lawrence và tham dự lễ khánh thành tuyến đường thủy St. Lawrence nối liền Đại Tây Dương với Ngũ Đại Hồ vào ngày 26 tháng 6, nghi lễ do Tổng thống Dwight D. Eisenhower và Nữ hoàng Elizabeth II của Anh đồng chủ trì. Nó thực hiện một chuyến viếng thăm Ngũ Đại Hồ thứ hai vào năm 1961.
Đến tháng 5, 1967, Sablefish vượt Đại Tây Dương để đi sang vùng biển Bắc Âu, viếng thăm các cảng tại quần đảo Anh và dọc theo bờ biển Đại Tây Dương tại các nước Pháp, Đức, Đan Mạch và Thụy Điển. Trong chặng quay trở về nó đã ghé viếng thăm Iceland. Sau khi hoàn tất chuyến đi cuối cùng sang Địa Trung Hải vào mùa Thu năm 1968, nó quay trở về New London vào ngày 1 tháng 2, 1969, nơi nó được xếp lại lớp như một "tàu ngầm phụ trợ" vào ngày 30 tháng 6, 1969 và mang ký hiệu lườn mới AGSS-303.
Sablefish được cho xuất biên chế vào ngày 1 tháng 11, 1969, và tên nó cũng được cho rút khỏi danh sách Đăng bạ Hải quân cùng ngày hôm đó. Con tàu cuối cùng bị bán để tháo dỡ vào ngày 29 tháng 7, 1971.

## Phần thưởng
Nguồn: Navsource Naval History
|  |  | Bronze star |

| Huân chương Chiến dịch Hoa Kỳ | Huân chương Chiến thắng Thế Chiến II | Huân chương Phục vụ Phòng vệ Quốc gia với 1 Ngôi sao Chiến trận |